# Приручая киску
«Приручая киску» (англ. Taming Strange) — пятая серия семнадцатого сезона «Южного Парка». Эпизод вышел 30 октября 2013 года в США.

## Сюжет
Школьный психолог, Мистер Маки, демонстрирует четвероклассникам новый цифровой школьный интерфейс — «Интеллилинк». Демонстрация проходит неудачно, вместо записи к медсестре у него получилось включить музыку. Выключив её, Мистер Маки продемонстрировал функцию обмена сообщениями, и прочитал ученикам входящее сообщение от Айка, в котором он написал, что его брат — гомик, и нарисовал его с членом на лбу («птичкой», по мнению психолога). Расстроенный Кайл вернулся домой, и рассказал о случившемся матери, однако она посчитала такое поведение нормой, «поиском независимости», и объяснила Кайлу, что у брата начался переходный возраст, после чего предложила ему поговорить с Айком.
Поднявшись к Айку (который уже оброс щетиной и покрылся прыщами), Кайл предложил им вместе порисовать пальцами, однако Айк, уже огрубевшим голосом, резко отказался, сказав что Кайл не знает, каково это, переживать период полового созревания, и что он не знает, что лучше: посмотреть «Yo Gabba Gabba» или пойти на улицу и приручить какую-нибудь киску. В итоге Айк с Кайлом пошли смотреть «Yo Gabba Gabba», однако Айк начал жевать табак и грубо обсуждать сексуальную привлекательность одной из героинь шоу, причём именно персонажа, а не скрывавшуюся под костюмом девушку, после чего снова разругался с Кайлом и ушёл смотреть шоу к себе в комнату.
Кайл решил обсудить проблему со школьным психологом, однако Мистера Маки озадачил тот факт, что Кайл не записался на консультацию через Интеллилинк. Попытавшись записать Кайла на консультацию самостоятельно, Мистер Маки не справился с системой, и снова запустил музыку, попутно закрыв жалюзи. Вернуть всё назад не получилось, и поэтому консультацию пришлось проводить в кабинке туалета, где также стоял терминал Интеллилинка. Он посоветовал Кайлу узнать больше о канадском половом созревании и посмотреть вместе с братом какой-нибуль фильм на эту тему. Айк соглашается посмотреть фильм о канадском созревании с Кайлом, однако по ходу фильма диктор заявляет, что дети берутся от пускания газов супругами друг на друга. Кто-то из-за кадра поправляет его, рассказывает о том, откуда на самом деле берутся дети, и он в ярости бежит домой. Дома он устраивает жене скандал, пытаясь выяснить, зачем она пустила ему вагиной газ в лицо, после чего они идут к семейному психологу. Кайл был искренне удивлён увиденной в фильме семейной драмой, а Айк снова нахамил ему и ушёл.
В школе Мистер Маки по-прежнему пытался справиться с Интеллилинком. Кайл хотел отпроситься у директора на пятницу, чтобы сводить Айка на шоу «Yo Gabba Gabba». Мистер Гаррисон предложил Кайлу сходить к директору лично, однако психолог и слышать об этом не захотел, и вызвал мастера по Интеллилинку, который предложил приобрести «Серебряный пакет».
Кайлу всё-таки удаётся отвести Айка на концерт, и, во время игры со зрителями, он выходит на сцену, и пытается «приручить киску» женского персонажа шоу — Фуфы, чем срывает концерт. С Айком и Кайлом беседуют остальные участники шоу, пытаясь объяснить, что так делать нельзя, и что Айк причинил Фуфе много страданий, однако сама Фуфа поняла, что больше не хочет играть с малышами, и что ей пора двигаться дальше и начать играть со взрослыми, после чего убегает.
Руководство школы и педагоги пытаются поговорить с мистером Маки, потому что Интеллилинк до сих не работает как положено. Мистер Маки заявляет, что нанял специального человека, ответственного за Интеллилинк, Пэт Коннерс, однако почти сразу же увольняет её, сбрасывает на неё все недочёты системы, и предлагает директору обновить Интеллилинк до золотого пакета за 10 тысяч долларов.
В это время Айк становится менеджером Фуфы и готовит откровенное шоу для MTV. Остальным участникам «Yo Gabba Gabba», зашедшим за Фуфой домой к Кайлу, переубедить её не удалось. Кайл попытался выгнать всю эту компанию, однако ему помешал телефонный звонок. Звонящий оказался министром здравоохранения Канады, который до сих пор был весьма расстроен тем, что жена напердела ему на лицо. Он интересовался, получает ли Айк свои лекарства из Канады. Для Кайла это оказалось полной неожиданностью, и он выехал в Канаду, к министру, чтобы узнать, какие лекарства прописаны Айку. Он заявил, что возможно лекарства из Канады и стали причиной странного поведения Айка, но министр исключил возможность ошибки, потому что канадская система здравоохранения полностью интегрирована с Интеллилинком. Зная, как плохо работает Интеллилинк, Кайл попросил министра проверить его файл. Зайдя в систему (попутно закрыв жалюзи), министр рассказал, что Айк болеет запорами, и ему прописано ежедневное слабительное, но в системе произошла ошибка, и Айк вместо лекарств получал большие дозы гормонов, предназначавшихся спортсмену Тому Брэди, тогда как сам Брэди получал слабительные Айка. Кайл сказал министру, что Интеллилинк — отстой и что от неё только одни проблемы, однако он разозлился, и сказал, что Кайл говорит прямо как его жена. Но министр понял, почему его жена так с ним поступила — во всём оказался виноват Интеллилинк, из-за которого он стал агрессивным.
Мистер Маки снова вызвал мастера Интеллилинка, потому что система залила всех посетителей столовой. Мастер предложил ему приобрести «платиновый пакет», однако психолог ответил решительным отказом, потому что ему хотелось, чтобы ученики ходили к врачу и записывались к нему самым простым способом. Мастер предложил ему «пакет Центурион», который включал в себя уничтожение всех панелей Интеллилинка, а также листочки для записи к психологу. Мистер Маки соглашается.
Айк и Фуфа за кулисами ждут начала шоу на MTV VMA. Кайл, вместе с остальными участниками «Yo Gabba Gabba» пытаются их переубедить. В итоге Айк мирится с Кайлом, но Фуфа отказывается возвращаться в «Yo Gabba Gabba», и выходит на сцену в весьма откровенном костюме (при том, что в «Yo Gabba Gabba» она выступала вообще без костюма, если не считать собственно костюм Фуфы). Канадский министр здравоохранения мирится с женой, понимая что это была его ошибка, и что всякий, кто думает, что можно спокойно интегрировать здравоохранение и компьютерную систему, заслуживает того, чтобы ему напердели на лицо.
Кайл проснулся от смеха Айка. Спустившись вниз он увидел брата, который вернулся в нормальное состояние, и смотрел «Дашу-путешественницу». Кайл, обрадовавшись, присоединился к брату, однако Айк начал обсуждать Дашу в сексуальном плане.